# Parafia św. Wojciecha w Krzeczowie
Parafia świętego Wojciecha w Krzeczowie – rzymskokatolicka parafia znajdująca się w archidiecezji krakowskiej, w dekanacie Pcim, w Polsce.